# میچه‌لادا

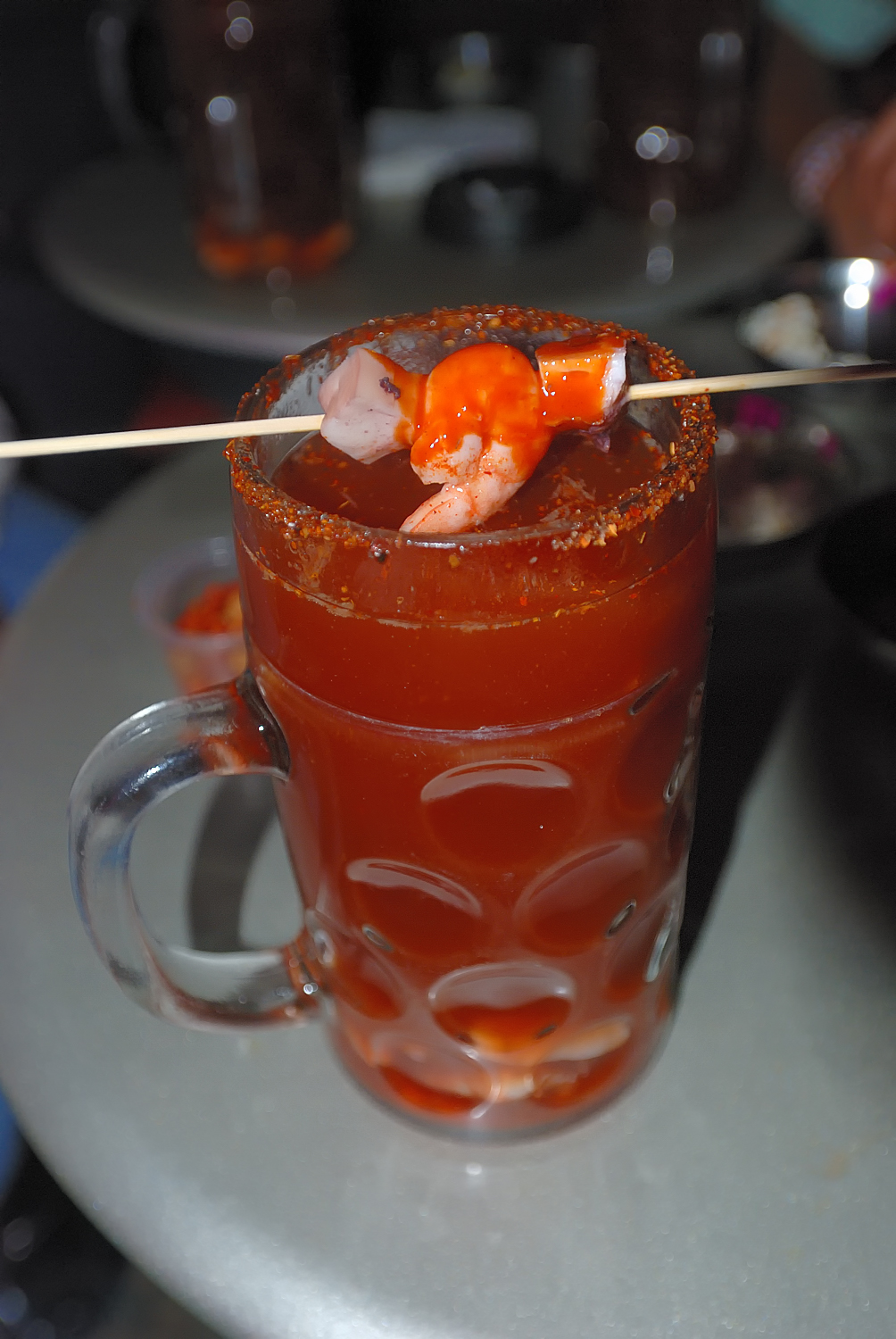
میچه‌لادا

میچه‌لادا (اسپانیایی: Michelada‎؛ ‏تلفظ در اسپانیایی: [mitʃeˈ laða]) یک نوشیدنی مکزیکی است که با آبجو، آبلیمو (عصارهٔ لیموی شیراز ترش)، انواع سس تند، ادویه و فلفل تند درست می شود. این نوشیدنی در یک لیوان سرد با لبه‌های نمک‌سود سرو می شود. انواع مختلفی از این نوشیدنی در سراسر مکزیک وجود دارد.
در مکزیکوسیتی، رایج‌ترین نوع میچه‌لادا با آبجو، آب لیموترش، نمک و سس های تند خاص یا برش های فلفل تند تهیه می شود. چندین ماده افزودنی اختیاری دیگر نیز وجود دارد، مانند سس مگی، سس سویا، تاخین، سس ووسترشر، پودر چاموی، فلفل سرانو یا کلاماتو که می‌توان بر حسب ذائقه و سلیقه به این نوشیدنی افزود.

## ریشه‌شناسی
دو روایت رایج از خاستگاه میچه‌لادا و ریشه‌شناسی نام آن وجود دارد.
مورد اول دربارهٔ مردی به نام «میچل اِسپر» در باشگاه ورزشی دپورتیوو پوتوسینو در سن لوئیس پوتوسی مکزیک است. در دهه ۱۹۶۰، اِسپر در آنجا از نوشیار باشگاه، آبجویی با آبلیمو، نمک، یخ و نی، در لیوانی به نام «چابلا» درخواست می‌کرد که گویی یک لیموناد آبجودار (لیمونادا) است. اعضای دیگر باشگاه هم کم‌کم درخواست آبجوی مشابهی به عنوان «لیموناد میچل» کردند که با گذشت زمان نام آن به میچه‌لادا تغییر کرد. با گذشت زمان سس‌های دیگری به دستور اولیه «میچل اِسپر» اضافه شد. میچه‌لادا امروزه حاوی همان ترکیبات چلادا را دارد، اما یخ و پودر چیلی روی لبه لیوان هم بدان افزوده شده است.
روایت دوم بیان می‌کند که میچه‌لادا یک تکواژ چندوجهی از عبارت mi chela helada است. واژه چلا یک اصطلاح رایج برای آبجوی سرد در کشور مکزیک است؛ بنابراین عبارت mi chela helada به معنای «آبجوی تگری [یخ‌زده] من» است.

## تجاری‌سازی
برخی شرکت‌های آبجوسازی سعی کرده‌اند نوشیدنی‌هایی مشابه را به‌طور صنعتی تهیه کنند. مثلا در سال ۲۰۰۷ شرکت آبجوسازی میلر اقدام به تولید «میلر چیل» کرد که نوعی «لاگر سبک به سبک چلادا با اندکی نمک و آبلیمو» بود. شرکت انهایزر-بوش، «چلادا بادوایزر» و «باد لایت چلادا» را تولید می‌کند که مخلوطی از  لاگر،  کلاماتو، آبلیموی ترش و نمک است.